# Liste der denkmalgeschützten Objekte in Seebenstein
Die Liste der denkmalgeschützten Objekte in Seebenstein enthält die 6 denkmalgeschützten, unbeweglichen Objekte der Gemeinde Seebenstein im niederösterreichischen Bezirk Neunkirchen.

## Denkmäler
| Foto |                 | Denkmal                                                                           | Standort                                            | Beschreibung | Metadaten |
| ---- | --------------- | --------------------------------------------------------------------------------- | --------------------------------------------------- | --- | --- |
| ja   | Datei hochladen | Burg Seebenstein HERIS-ID: 35030 Objekt-ID: 33618                                 | Bergschloß 1 Standort KG: Seebenstein               | → Hauptartikel : Burg Seebenstein f1 | BDA-Hist.: Q665611 Status: Bescheid Stand der BDA-Liste: 2025-06-30 Name: Burg Seebenstein GstNr.: 632, 633, .67 Burg Seebenstein                              |
| ja   | Datei hochladen | Figurenbildstock hl. Thekla HERIS-ID: 80217 Objekt-ID: 93934                      | neben Hauptstraße 1 Standort KG: Seebenstein        | Anfang des 18. Jahrhunderts. | BDA-Hist.: Q38172968 Status: § 2a Stand der BDA-Liste: 2025-06-30 Name: Figurenbildstock hl. Thekla GstNr.: 796/4                                              |
| ja   | Datei hochladen | Figurenbildstock hl. Johannes Nepomuk HERIS-ID: 80216 Objekt-ID: 93933            | Hauptstraße 1, in der Nähe Standort KG: Seebenstein | Der Figurenbildstock des hl. Johannes Nepomuk an der Brücke über die Pitten stammt vom Anfang des 18. Jahrhunderts. | BDA-Hist.: Q38172959 Status: § 2a Stand der BDA-Liste: 2025-06-30 Name: Figurenbildstock hl. Johannes Nepomuk GstNr.: 792/3                                    |
| ja   | Datei hochladen | Pfarrhof HERIS-ID: 50570 Objekt-ID: 55668                                         | Hauptstraße 15 Standort KG: Seebenstein             | Zweigeschoßiger Bau mit Walmdach aus dem 16. Jahrhundert. | BDA-Hist.: Q38040903 Status: § 2a Stand der BDA-Liste: 2025-06-30 Name: Pfarrhof GstNr.: .50                                                                   |
| ja   | Datei hochladen | Kath. Pfarrkirche hl. Andreas und Kirchhofmauern HERIS-ID: 50569 Objekt-ID: 55667 | neben Hauptstraße 15 Standort KG: Seebenstein       | Spätgotischer Zweistützenraum aus dem Anfang des 16. Jahrhunderts mit gotischem Chor aus der 1. Hälfte des 14. Jahrhunderts (?), vor 1304 Pfarre, 1430 urkundlich erwähnt, nach 1544 protestantisch, ab 1649 provisorisch von Minoriten betreut, 1656 unter Karl von Pergen restauriert, 1784 unter Kaiser Joseph II. wiedererrichtet und restauriert, von Resten einer mittelalterlichen Bruchsteinmauer umgeben (bis 1837 Friedhof). | BDA-Hist.: Q38040890 Status: § 2a Stand der BDA-Liste: 2025-06-30 Name: Kath. Pfarrkirche hl. Andreas und Kirchhofmauern GstNr.: .51 St. Andreas (Seebenstein) |
| ja   | Datei hochladen | Schule HERIS-ID: 80218 Objekt-ID: 93935                                           | Schlossweg 5 Standort KG: Seebenstein               | Das Mitte des 19. Jahrhunderts als Mädchenschule erbaute Herminenheim der Schulschwestern wurde später als Pension geführt. Ab Herbst 2022 ist hier eine katholische Privatschule mit Kindergarten angesiedelt. | BDA-Hist.: Q38172978 Status: § 2a Stand der BDA-Liste: 2025-06-30 Name: Schule GstNr.: .93 Herminenheim Seebenstein                                            |